# Campionati del mondo di ciclocross 1953
I Campionati del mondo di ciclocross 1953 si svolsero a Oñati, in Spagna, l'8 marzo.

## Medagliere
| Pos.   | Nazione | Oro | Argento | Bronzo | Totale |
| ------ | ------- | --- | ------- | ------ | ------ |
| 1      | Francia | 1   | 1       | 1      | 3      |
| Totale | Totale  | 1   | 1       | 1      | 3      |

## Sommario degli eventi
| Eventi         | Oro                    | Tempo    | Argento                | Tempo | Bronzo                  | Tempo   |
| Uomini         |                        |          |                        |       |                         |         |
| Elite dettagli | Roger Rondeaux Francia | 1:00'22" | Gilbert Bauvin Francia | a 54" | André Dufraisse Francia | a 2'00" |